# Cryptocoryne bogneri
Cryptocoryne bogneri är en kallaväxtart som beskrevs av Karel Rataj. Cryptocoryne bogneri ingår i släktet Cryptocoryne och familjen kallaväxter. Inga underarter finns listade.